# Merceya termalis
Merceya termalis là một loài rêu trong họ Pottiaceae. Loài này được M. Fleisch. mô tả khoa học đầu tiên năm 1904.
Danh pháp khoa học của loài này chưa được làm sáng tỏ. 